# Timbaland/Auszeichnungen für Musikverkäufe

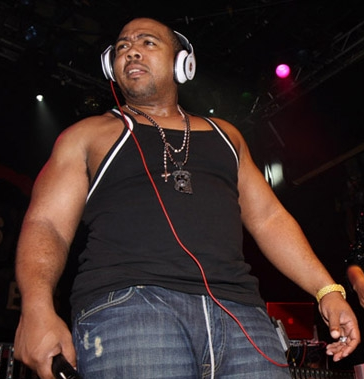
Timbaland (2010)

Dies ist eine Übersicht über die Auszeichnungen für Musikverkäufe des US-amerikanischen Rappers und Musikproduzenten Timbaland. Die Auszeichnungen finden sich nach ihrer Art (Gold, Platin usw.), nach Staaten getrennt in chronologischer Reihenfolge, geordnet sowie nach den Tonträgern selbst, ebenfalls in chronologischer Reihenfolge, getrennt nach Medium (Alben, Singles usw.), wieder.

## Auszeichnungen
| - Frankreich - 2003: für die Autorenbeteiligung und Produktion Cry Me a River (Justin Timberlake) - Vereinigtes Königreich - 2013: für die Single Morning After Dark - 2014: für die Autorenbeteiligung und Produktion All Good Things (Come to an End) (Nelly Furtado) - 2018: für die Autorenbeteiligung und Produktion Legend (Drake) - 2018: für die Autorenbeteiligung und Produktion Not a Bad Thing (Justin Timberlake) - 2019: für die Autorenbeteiligung und Produktion More Than a Woman (Aaliyah) - 2021: für die Autorenbeteiligung und Produktion Ice Box (Omarion) - 2023: für die Single Scream - 2023: für die Autorenbeteiligung und Produktion Sorry Not Sorry (Bryson Tiller) - 2024: für die Autorenbeteiligung und Produktion Filthy (Justin Timberlake) - Australien - 2003: für die Autorenbeteiligung und Produktion Work It (Missy Elliott) - 2006: für die Autorenbeteiligung und Produktion Maneater (Nelly Furtado) - 2008: für die Single Elevator - 2009: für die Single Morning After Dark - 2018: für die Autorenbeteiligung und Produktion Filthy (Justin Timberlake) - Belgien - 2000: für die Autorenbeteiligung und Produktion Try Again (Aaliyah) - 2007: für das Album Shock Value - 2007: für die Single Promiscuous - 2007: für die Single The Way I Are - 2007: für die Single Give It to Me - 2007: für die Autorenbeteiligung und Produktion All Good Things (Come to an End) (Nelly Furtado) - 2007: für die Autorenbeteiligung und Produktion Maneater (Nelly Furtado) - 2007: für die Autorenbeteiligung und Produktion Say It Right (Nelly Furtado) - 2008: für die Single Apologize - 2008: für die Single 4 Minutes - 2015: für die Autorenbeteiligung und Produktion Love Never Felt So Good (Michael Jackson & Justin Timberlake) - 2018: für die Autorenbeteiligung und Produktion Say Something (Justin Timberlake) - Brasilien - 2021: für die Single Too Much - 2023: für die Autorenbeteiligung und Produktion Not a Bad Thing (Justin Timberlake) - 2023: für die Autorenbeteiligung und Produktion Filthy (Justin Timberlake) - 2024: für die Autorenbeteiligung und Produktion All Good Things (Come to an End) (Nelly Furtado) - 2024: für die Autorenbeteiligung und Produktion Legend (Drake) - Dänemark - 2007: für die Single Ayo Technology - 2009: für die Autorenbeteiligung und Produktion Rehab (Rihanna feat. Justin Timberlake) - 2013: für das Streaming What Goes Around… Comes Around (Justin Timberlake) - 2013: für die Autorenbeteiligung und Produktion Mirrors (Justin Timberlake) - 2013: für die Autorenbeteiligung und Produktion Holy Grail (Jay-Z) - 2014: für das Streaming Apologize - 2014: für das Streaming Cry Me a River (Justin Timberlake) - 2014: für das Streaming Not a Bad Thing (Justin Timberlake) - 2014: für das Streaming Love Never Felt So Good (Michael Jackson & Justin Timberlake) - 2019: für die Autorenbeteiligung und Produktion Pray (Sam Smith) - 2020: für die Autorenbeteiligung und Produktion Legend (Drake) - 2021: für die Single Wait a Minute - 2022: für die Autorenbeteiligung und Produktion Partition (Beyoncé) - Deutschland - 2000: für die Autorenbeteiligung und Produktion Try Again (Aaliyah) - 2010: für das Album Shock Value II - 2017: für die Autorenbeteiligung und Produktion Drunk In Love (Beyoncé) - 2017: für die Autorenbeteiligung und Produktion Cry Me a River (Justin Timberlake) - 2017: für die Autorenbeteiligung und Produktion My Love (Justin Timberlake) - 2018: für die Autorenbeteiligung und Produktion Holy Grail (Jay-Z) - 2018: für die Single Marchin’ On - 2018: für die Single Ayo Technology - 2018: für die Autorenbeteiligung und Produktion Say Something (Justin Timberlake) - 2018: für die Single Morning After Dark - 2023: für die Single If We Ever Meet Again - Frankreich - 2007: für das Album Shock Value - 2018: für die Autorenbeteiligung und Produktion Say Something (Justin Timberlake) - 2020: für die Autorenbeteiligung Without Me (Halsey) - 2024: für die Autorenbeteiligung und Produktion The Weekend (SZA) - Italien - 2011: für die Single If We Ever Meet Again - 2014: für die Autorenbeteiligung und Produktion Suit & Tie (Justin Timberlake) - 2014: für die Autorenbeteiligung und Produktion Drunk In Love (Beyoncé) - 2018: für die Autorenbeteiligung und Produktion Cry Me a River (Justin Timberlake) - 2019: für die Autorenbeteiligung und Produktion What Goes Around… Comes Around (Justin Timberlake) - 2021: für die Single Promiscuous - 2023: für die Autorenbeteiligung und Produktion Say It Right (Nelly Furtado) - 2023: für die Single 4 Minutes - 2024: für die Autorenbeteiligung und Produktion Maneater (Nelly Furtado) - 2024: für das Album Shock Value - Japan - 2008: für die Autorenbeteiligung und Produktion Miles Away (Mobile Downloads, Madonna) - 2015: für die Single 4 Minutes (Digital) - Kanada - 2007: für den Ringtone What Goes Around… Comes Around (Justin Timberlake) - 2008: für die Single Elevator - 2018: für die Autorenbeteiligung und Produktion Pray (Sam Smith) - Mexiko - 2019: für die Autorenbeteiligung und Produktion Pray (Sam Smith) - Neuseeland - 2000: für die Autorenbeteiligung und Produktion Try Again (Aaliyah) - 2007: für die Single Give It to Me - 2008: für die Single Ayo Technology - 2009: für die Autorenbeteiligung und Produktion Rehab (Rihanna feat. Justin Timberlake) - 2010: für die Single Carry Out - 2013: für die Autorenbeteiligung und Produktion Holy Grail (Jay-Z) - 2013: für die Autorenbeteiligung und Produktion Ice Box (Omarion) - 2014: für die Autorenbeteiligung und Produktion Drunk In Love (Beyoncé) - 2014: für die Autorenbeteiligung und Produktion Not a Bad Thing (Justin Timberlake) - 2018: für die Autorenbeteiligung und Produktion Say Something (Justin Timberlake) - 2022: für das Album Shock Value II - Norwegen - 2007: für die Single Give It to Me - 2008: für das Album Shock Value - Österreich - 2007: für das Album Shock Value - 2013: für die Autorenbeteiligung und Produktion Mirrors (Justin Timberlake) - 2019: für die Autorenbeteiligung Without Me (Halsey) - 2021: für die Single Marchin’ On - Polen - 2010: für das Album Shock Value II - 2020: für die Autorenbeteiligung und Produktion Filthy (Justin Timberlake) - 2020: für die Autorenbeteiligung und Produktion Pray (Sam Smith) - Portugal - 2022: für die Autorenbeteiligung und Produktion Drunk In Love (Beyoncé) - 2023: für die Autorenbeteiligung und Produktion Pray (Sam Smith) - Schweden - 2007: für die Single Promiscuous - 2007: für die Autorenbeteiligung und Produktion Say It Right (Nelly Furtado) - 2007: für die Autorenbeteiligung und Produktion All Good Things (Come to an End) (Nelly Furtado) - 2008: für das Album Shock Value - 2008: für die Single 4 Minutes - 2018: für die Autorenbeteiligung und Produktion Pray (Sam Smith) - Schweiz - 2007: für die Autorenbeteiligung und Produktion Say It Right (Nelly Furtado) - 2007: für die Autorenbeteiligung und Produktion Maneater (Nelly Furtado) - 2010: für das Album Shock Value II - 2010: für die Single If We Ever Meet Again - Singapur - 2019: für das Album Shock Value - Spanien - 2011: für die Single If We Ever Meet Again - 2024: für die Autorenbeteiligung und Produktion Drunk In Love (Beyoncé) - 2024: für die Autorenbeteiligung und Produktion Love Never Felt So Good (Michael Jackson & Justin Timberlake) - 2024: für die Single Promiscuous - 2024: für die Single SexyBack - 2024: für die Autorenbeteiligung und Produktion Cry Me a River (Justin Timberlake) - 2024: für die Single The Way I Are - Ungarn - 2008: für das Album Shock Value - Vereinigte Staaten - 1997: für die Single Up Jumps Da’ Boogie - 2007: für den Mastertone What Goes Around… Comes Around (Justin Timberlake) - 2013: für die Autorenbeteiligung und Produktion Ice Box (Omarion) - 2013: für den Mastertone Ice Box (Omarion) - 2008: für die Autorenbeteiligung und Produktion Until the End of Time (Mastertone) (Justin Timberlake) - 2010: für die Single Give It Up to Me - 2019: für die Autorenbeteiligung und Produktion The Weekend (Funk Wav Remix) (SZA & Calvin Harris) - 2022: für die Autorenbeteiligung und Produktion All Good Things (Come to an End) (Nelly Furtado) - Vereinigtes Königreich - 2013: für das Album Shock Value II - 2017: für die Autorenbeteiligung und Produktion Suit & Tie (Justin Timberlake) - 2021: für die Single Carry Out - 2021: für die Autorenbeteiligung und Produktion Rehab (Rihanna feat. Justin Timberlake) - 2021: für die Autorenbeteiligung und Produktion Pray (Sam Smith) - 2023: für die Autorenbeteiligung und Produktion Try Again (Aaliyah) - Mexiko - 2008: für den Ringtone 4 Minutes | - Australien - 2000: für die Autorenbeteiligung und Produktion Try Again (Aaliyah) - 2007: für die Autorenbeteiligung und Produktion Say It Right (Nelly Furtado) - 2007: für die Single The Way I Are - 2008: für die Single 4 Minutes - 2010: für die Single If We Ever Meet Again - 2013: für die Autorenbeteiligung und Produktion Suit & Tie (Justin Timberlake) - 2014: für die Autorenbeteiligung und Produktion Not a Bad Thing (Justin Timberlake) - 2023: für die Autorenbeteiligung und Produktion Pray (Sam Smith) - 2024: für die Autorenbeteiligung und Produktion Legend (Drake) - Belgien - 2010: für die Autorenbeteiligung Ayo Technology (Milow) - 2019: für die Autorenbeteiligung Without Me (Halsey) - Brasilien - 2008: für die Single 4 Minutes - 2023: für das Streaming Cry Me a River (Justin Timberlake) - 2023: für die Autorenbeteiligung und Produktion My Love (Justin Timberlake) - 2024: für die Single Give It to Me - 2024: für die Autorenbeteiligung und Produktion Maneater (Nelly Furtado) - Dänemark - 2007: für die Single Promiscuous - 2007: für die Single SexyBack - 2007: für die Single Give It to Me - 2007: für die Autorenbeteiligung und Produktion Say It Right (Nelly Furtado) - 2007: für die Autorenbeteiligung und Produktion All Good Things (Come to an End) (Nelly Furtado) - 2007: für die Autorenbeteiligung und Produktion Maneater (Nelly Furtado) - 2007: für die Autorenbeteiligung und Produktion My Love (Justin Timberlake) - 2008: für die Autorenbeteiligung und Produktion What Goes Around… Comes Around (Justin Timberlake) - 2009: für die Autorenbeteiligung Ayo Technology (Milow) - 2013: für das Streaming Suit & Tie (Justin Timberlake) - 2013: für das Streaming Holy Grail (Jay-Z) - 2014: für das Streaming Drunk In Love (Beyoncé) - 2019: für die Autorenbeteiligung und Produktion Say Something (Justin Timberlake) - 2020: für die Autorenbeteiligung und Produktion Love Never Felt So Good (Michael Jackson & Justin Timberlake) - 2021: für das Streaming Cry Me a River (Justin Timberlake) - 2024: für die Autorenbeteiligung und Produktion The Weekend (Funk Wav Remix) (SZA) - Deutschland - 2007: für das Album Shock Value - 2008: für die Single 4 Minutes - 2009: für die Autorenbeteiligung Ayo Technology (Milow) - 2013: für die Autorenbeteiligung und Produktion Mirrors (Justin Timberlake) - 2017: für die Single SexyBack - 2018: für die Autorenbeteiligung und Produktion Maneater (Nelly Furtado) - 2022: für die Autorenbeteiligung Without Me (Halsey) - 2023: für die Autorenbeteiligung und Produktion What Goes Around… Comes Around (Justin Timberlake) - 2023: für die Autorenbeteiligung und Produktion Rehab (Rihanna feat. Justin Timberlake) - 2023: für die Autorenbeteiligung und Produktion Love Never Felt So Good (Michael Jackson & Justin Timberlake) - Finnland - 2009: für die Single 4 Minutes - Europa - 2007: für das Album Shock Value - Griechenland - 2023: für die Single The Way I Are - Italien - 2014: für die Autorenbeteiligung und Produktion Love Never Felt So Good (Michael Jackson & Justin Timberlake) - 2019: für die Autorenbeteiligung und Produktion Say Something (Justin Timberlake) - 2019: für die Autorenbeteiligung Without Me (Halsey) - 2024: für die Single The Way I Are - 2024: für die Single SexyBack - Japan - 2016: für die Autorenbeteiligung und Produktion Miles Away (Digital, Madonna) - Kanada - 2007: für die Autorenbeteiligung und Produktion What Goes Around… Comes Around (Justin Timberlake) - 2017: für die Single Carry Out - 2017: für das Album Shock Value II - 2018: für die Autorenbeteiligung und Produktion Filthy (Justin Timberlake) - 2020: für die Autorenbeteiligung und Produktion Sorry Not Sorry (Bryson Tiller) - 2021: für die Autorenbeteiligung und Produktion All Good Things (Come to an End) (Nelly Furtado) - Mexiko - 2014: für die Autorenbeteiligung und Produktion Mirrors (Justin Timberlake) - 2015: für die Autorenbeteiligung und Produktion Suit & Tie (Justin Timberlake) - 2021: für die Autorenbeteiligung und Produktion Say It Right (Nelly Furtado) - 2021: für die Autorenbeteiligung und Produktion Maneater (Nelly Furtado) - Neuseeland - 2007: für die Single SexyBack - 2007: für die Autorenbeteiligung und Produktion My Love (Justin Timberlake) - 2010: für die Single If We Ever Meet Again - 2011: für die Autorenbeteiligung und Produktion What Goes Around… Comes Around (Justin Timberlake) - 2013: für die Autorenbeteiligung und Produktion Mirrors (Justin Timberlake) - 2023: für die Single 4 Minutes - Norwegen - 2007: für die Autorenbeteiligung und Produktion Say It Right (Nelly Furtado) - 2007: für die Autorenbeteiligung und Produktion All Good Things (Come to an End) (Nelly Furtado) - Österreich - 2009: für die Autorenbeteiligung Ayo Technology (Milow) - Portugal - 2020: für die Autorenbeteiligung und Produktion Mirrors (Justin Timberlake) - Schweden - 2006: für die Autorenbeteiligung und Produktion Maneater (Nelly Furtado) - 2007: für die Single The Way I Are - Schweiz - 2007: für die Autorenbeteiligung und Produktion All Good Things (Come to an End) (Nelly Furtado) - 2007: für das Album Shock Value - 2007: für die Single The Way I Are - 2009: für die Single Give It to Me - 2009: für die Autorenbeteiligung Ayo Technology (Milow) - 2013: für die Autorenbeteiligung und Produktion Mirrors (Justin Timberlake) - 2018: für die Autorenbeteiligung und Produktion Say Something (Justin Timberlake) - Spanien - 2007: für die Single Apologize - 2008: für die Autorenbeteiligung und Produktion All Good Things (Come to an End) (Nelly Furtado) - 2009: für die Autorenbeteiligung Ayo Technology (Milow) - 2024: für die Autorenbeteiligung und Produktion Mirrors (Justin Timberlake) - 2024: für die Autorenbeteiligung Without Me (Halsey) - Vereinigte Staaten - 1998: für das Album Welcome To Our World - 2006: für den Mastertone Promiscuous - 2006: für den Mastertone My Love (Justin Timberlake) - 2007: für das Album Shock Value - 2007: für die Autorenbeteiligung und Produktion My Love (Justin Timberlake) - 2007: für die Autorenbeteiligung und Produktion What Goes Around… Comes Around (Justin Timberlake) - 2007: für den Mastertone Say It Right (Nelly Furtado) - 2008: für den Mastertone Apologize - 2014: für die Autorenbeteiligung und Produktion Not a Bad Thing (Justin Timberlake) - 2014: für die Autorenbeteiligung und Produktion Love Never Felt So Good (Michael Jackson & Justin Timberlake) - 2016: für die Autorenbeteiligung und Produktion FuckWithMeYouKnowIGotIt (Jay-Z) - 2018: für die Autorenbeteiligung und Produktion Been That Way (Bryson Tiller) - 2018: für die Single Elevator - 2019: für die Autorenbeteiligung und Produktion Pray (Sam Smith) - 2021: für die Autorenbeteiligung und Produktion Filthy (Justin Timberlake) - 2023: für die Autorenbeteiligung und Produktion Part II (On the Run) (Jay-Z) - 2025: für die Autorenbeteiligung und Produktion Headsprung (LL Cool J) - Vereinigtes Königreich - 2017: für die Autorenbeteiligung und Produktion Cry Me a River (Justin Timberlake) - 2018: für die Single 4 Minutes - 2019: für die Autorenbeteiligung und Produktion Say Something (Justin Timberlake) - 2020: für die Autorenbeteiligung und Produktion Love Never Felt So Good (Michael Jackson & Justin Timberlake) - 2021: für die Single If We Ever Meet Again - 2021: für die Single Ayo Technology - 2021: für die Autorenbeteiligung und Produktion What Goes Around… Comes Around (Justin Timberlake) - 2021: für die Autorenbeteiligung und Produktion The Weekend (SZA) - 2022: für die Autorenbeteiligung und Produktion Partition (Beyoncé) - 2023: für die Single Give It to Me - 2023: für die Autorenbeteiligung und Produktion My Love (Justin Timberlake) - 2023: für die Autorenbeteiligung und Produktion Holy Grail (Jay-Z) - 2024: für die Autorenbeteiligung und Produktion Work It (Missy Elliott) - Deutschland - 2023: für die Single Promiscuous - 2023: für die Single Give It to Me - Mexiko - 2015: für die Autorenbeteiligung und Produktion Love Never Felt So Good (Michael Jackson & Justin Timberlake) - 2020: für die Autorenbeteiligung Without Me (Halsey) - 2025: für die Autorenbeteiligung und Produktion Say It Right (Nelly Furtado) | - Australien - 2007: für die Autorenbeteiligung und Produktion What Goes Around… Comes Around (Justin Timberlake) - 2008: für die Autorenbeteiligung und Produktion My Love (Justin Timberlake) - 2017: für die Autorenbeteiligung und Produktion Cry Me a River (Justin Timberlake) - 2018: für die Autorenbeteiligung und Produktion Say Something (Justin Timberlake) - 2019: für die Autorenbeteiligung und Produktion The Weekend (SZA) - Brasilien - 2023: für die Single Ayo Technology - 2023: für die Autorenbeteiligung und Produktion Suit & Tie (Justin Timberlake) - 2024: für die Autorenbeteiligung und Produktion Pray (Sam Smith) - Dänemark - 2008: für die Single Apologize - 2008: für die Single 4 Minutes - 2021: für die Autorenbeteiligung Without Me (Halsey) - 2022: für das Album Shock Value - Deutschland - 2018: für die Autorenbeteiligung und Produktion All Good Things (Come to an End) (Nelly Furtado) - Italien - 2019: für die Autorenbeteiligung und Produktion Mirrors (Justin Timberlake) - 2024: für die Single Apologize - Japan - 2008: für den Ringtone Miles Away (Madonna) - Kanada - 2007: für den Ringtone My Love (Justin Timberlake) - 2014: für die Autorenbeteiligung und Produktion Suit & Tie (Justin Timberlake) - 2017: für die Single If We Ever Meet Again - 2018: für die Autorenbeteiligung und Produktion Say Something (Justin Timberlake) - 2021: für die Autorenbeteiligung und Produktion Partition (Beyoncé) - 2024: für das Streaming Love Never Felt So Good (Michael Jackson & Justin Timberlake) - 2024: für die Single Give It to Me - Norwegen - 2020: für die Autorenbeteiligung Without Me (Halsey) - Österreich - 2024: für die Single Apologize - Polen - 2008: für das Album Shock Value - 2019: für die Autorenbeteiligung und Produktion Say Something (Justin Timberlake) - Portugal - 2020: für die Autorenbeteiligung Without Me (Halsey) - Schweden - 2008: für die Single Apologize - 2014: für die Autorenbeteiligung und Produktion Mirrors (Justin Timberlake) - 2014: für die Autorenbeteiligung und Produktion Holy Grail (Jay-Z) - Spanien - 2008: für den Ringtone 4 Minutes - Vereinigte Staaten - 2007: für die Single SexyBack - 2008: für die Single 4 Minutes - 2013: für die Autorenbeteiligung und Produktion Mirrors (Justin Timberlake) - 2013: für die Autorenbeteiligung und Produktion Suit & Tie (Justin Timberlake) - 2015: für die Autorenbeteiligung und Produktion Rehab (Rihanna feat. Justin Timberlake) - 2017: für die Autorenbeteiligung und Produktion Legend (Drake) - 2021: für die Autorenbeteiligung und Produktion Sorry Not Sorry (Bryson Tiller) - 2022: für die Autorenbeteiligung und Produktion Maneater (Nelly Furtado) - 2023: für die Single Ayo Technology - Vereinigtes Königreich - 2020: für die Autorenbeteiligung und Produktion Mirrors (Justin Timberlake) - 2022: für die Single SexyBack - 2022: für die Autorenbeteiligung und Produktion Drunk In Love (Beyoncé) - 2023: für die Autorenbeteiligung und Produktion Maneater (Nelly Furtado) - 2025: für die Autorenbeteiligung und Produktion Say It Right (Nelly Furtado) - Deutschland - 2023: für die Single The Way I Are - Australien - 2007: für das Album Shock Value - 2017: für die Autorenbeteiligung und Produktion Mirrors (Justin Timberlake) - 2021: für die Single Ayo Technology - 2021: für die Autorenbeteiligung und Produktion Drunk In Love (Beyoncé) - 2022: für die Autorenbeteiligung und Produktion Partition (Beyoncé) - Brasilien - 2022: für die Autorenbeteiligung und Produktion Partition (Beyoncé) - 2024: für die Autorenbeteiligung und Produktion Love Never Felt So Good (Michael Jackson & Justin Timberlake) - 2024: für die Single Apologize - Dänemark - 2014: für das Streaming Mirrors (Justin Timberlake) - Finnland - 2020: für die Autorenbeteiligung Without Me (Halsey) - Irland - 2007: für das Album Shock Value - Kanada - 2006: für den Ringtone Promiscuous - 2007: für die Single SexyBack - 2014: für die Autorenbeteiligung und Produktion Mirrors (Justin Timberlake) - 2017: für die Single The Way I Are - 2017: für das Album Shock Value - Neuseeland - 2024: für das Album Shock Value - 2024: für die Single Apologize - 2024: für die Autorenbeteiligung und Produktion Say It Right (Nelly Furtado) - Norwegen - 2009: für die Single 4 Minutes - Polen - 2023: für die Autorenbeteiligung Without Me (Halsey) - Russland - 2007: für das Album Shock Value - Schweden - 2021: für die Autorenbeteiligung Without Me (Halsey) - Schweiz - 2009: für die Single Apologize - Spanien - 2008: für die Autorenbeteiligung und Produktion Say It Right (Nelly Furtado) - 2008: für die Single 4 Minutes - Vereinigte Staaten - 2007: für die Single The Way I Are - 2007: für den Mastertone SexyBack - 2021: für die Autorenbeteiligung und Produktion Say Something (Justin Timberlake) - 2023: für die Autorenbeteiligung und Produktion Work It (Missy Elliott) - 2023: für die Single Give It to Me - Vereinigtes Königreich - 2024: für die Single Promiscuous - 2024: für die Single Apologize - 2024: für die Autorenbeteiligung Without Me (Halsey) - 2025: für die Single The Way I Are - 2025: für das Album Shock Value - Dänemark - 2008: für die Single The Way I Are - Kanada - 2022: für die Autorenbeteiligung und Produktion Drunk In Love (Beyoncé) - 2024: für die Autorenbeteiligung und Produktion Say It Right (Nelly Furtado) - Neuseeland - 2024: für die Autorenbeteiligung und Produktion The Weekend (SZA) - Vereinigte Staaten - 2013: für die Single Apologize - 2022: für die Autorenbeteiligung und Produktion Say It Right (Nelly Furtado) - Deutschland - 2023: für die Single Apologize - Australien - 2017: für die Single SexyBack - Kanada - 2017: für die Single Apologize - 2023: für die Autorenbeteiligung und Produktion The Weekend (SZA) - 2024: für die Autorenbeteiligung und Produktion Maneater (Nelly Furtado) - Neuseeland - 2025: für die Single The Way I Are - Vereinigte Staaten - 2022: für die Autorenbeteiligung und Produktion The Weekend (SZA) - 2023: für die Autorenbeteiligung und Produktion Holy Grail (Jay-Z) - 2024: für die Autorenbeteiligung und Produktion Partition (Beyoncé) - Australien - 2021: für die Single Promiscuous - Kanada - 2007: für den Ringtone SexyBack - Neuseeland - 2024: für die Autorenbeteiligung Without Me (Halsey) - 2025: für die Single Promiscuous - Vereinigte Staaten - 2022: für die Single Promiscuous - Australien - 2020: für die Autorenbeteiligung Without Me (Halsey) - Vereinigte Staaten - 2024: für die Autorenbeteiligung und Produktion Drunk in Love (Beyoncé) - Kanada - 2020: für die Autorenbeteiligung Without Me (Halsey) - 2024: für die Single Promiscuous - Australien - 2023: für die Single Apologize - Brasilien - 2023: für die Autorenbeteiligung und Produktion What Goes Around… Comes Around (Justin Timberlake) - 2023: für die Autorenbeteiligung und Produktion Say Something (Justin Timberlake) - 2024: für die Single Promiscuous - 2024: für die Autorenbeteiligung und Produktion Say It Right (Nelly Furtado) - 2024: für die Autorenbeteiligung und Produktion Rehab (Rihanna feat. Justin Timberlake) - Vereinigte Staaten - 2023: für die Autorenbeteiligung Without Me (Halsey) - Mexiko - 2020: für die Autorenbeteiligung Without Me (Halsey) - Brasilien - 2023: für die Autorenbeteiligung und Produktion Mirrors (Justin Timberlake) - Brasilien - 2024: für die Autorenbeteiligung Without Me (Halsey) |

## Auszeichnungen nach Alben

### Welcome to Our World
| Land/Region               | Auszeichnungen für Musikverkäufe (Land/Region, Auszeichnung, Verkäufe) | Verkäufe  |
| ------------------------- | ---------------------------------------------------------------------- | --------- |
| Vereinigte Staaten (RIAA) | Platin                                                                 | 1.000.000 |
| Insgesamt                 | 1× Platin ·                                                            | 1.000.000 |

### Shock Value
| Land/Region                  | Auszeichnungen für Musikverkäufe (Land/Region, Auszeichnung, Verkäufe) | Verkäufe    |
| ---------------------------- | ---------------------------------------------------------------------- | ----------- |
| Australien (ARIA)            | 3× Platin                                                              | 210.000     |
| Belgien (BRMA)               | Gold                                                                   | 15.000      |
| Dänemark (IFPI)              | 2× Platin                                                              | 40.000      |
| Deutschland (BVMI)           | Platin                                                                 | 200.000     |
| Europa (IFPI)                | Platin                                                                 | (1.000.000) |
| Frankreich (SNEP)            | Gold                                                                   | 75.000      |
| Irland (IRMA)                | 3× Platin                                                              | 45.000      |
| Italien (FIMI)               | Gold                                                                   | 25.000      |
| Kanada (MC)                  | 3× Platin                                                              | 240.000     |
| Neuseeland (RMNZ)            | 3× Platin                                                              | 45.000      |
| Norwegen (IFPI)              | Gold                                                                   | 15.000      |
| Österreich (IFPI)            | Gold                                                                   | 10.000      |
| Polen (ZPAV)                 | 2× Platin                                                              | 40.000      |
| Russland (NFPF)              | 3× Platin                                                              | 60.000      |
| Schweden (IFPI)              | Gold                                                                   | 20.000      |
| Schweiz (IFPI)               | Platin                                                                 | 30.000      |
| Singapur (RIAS)              | Gold                                                                   | 5.000       |
| Ungarn (MAHASZ)              | Gold                                                                   | 3.000       |
| Vereinigte Staaten (RIAA)    | Platin                                                                 | 1.000.000   |
| Vereinigtes Königreich (BPI) | 3× Platin                                                              | 900.000     |
| Insgesamt                    | 6× Gold · 26× Platin ·                                                 | 2.978.000   |

### Shock Value II
| Land/Region                  | Auszeichnungen für Musikverkäufe (Land/Region, Auszeichnung, Verkäufe) | Verkäufe |
| ---------------------------- | ---------------------------------------------------------------------- | -------- |
| Deutschland (BVMI)           | Gold                                                                   | 100.000  |
| Kanada (MC)                  | Platin                                                                 | 80.000   |
| Neuseeland (RMNZ)            | Gold                                                                   | 7.500    |
| Polen (ZPAV)                 | Gold                                                                   | 10.000   |
| Schweiz (IFPI)               | Gold                                                                   | 15.000   |
| Vereinigtes Königreich (BPI) | Gold                                                                   | 100.000  |
| Insgesamt                    | 5× Gold · 1× Platin ·                                                  | 312.500  |

## Auszeichnungen nach Singles

### Up Jumps Da’ Boogie
| Land/Region               | Auszeichnungen für Musikverkäufe (Land/Region, Auszeichnung, Verkäufe) | Verkäufe |
| ------------------------- | ---------------------------------------------------------------------- | -------- |
| Vereinigte Staaten (RIAA) | Gold                                                                   | 500.000  |
| Insgesamt                 | 1× Gold ·                                                              | 500.000  |

### Promiscuous
| Land/Region                  | Auszeichnungen für Musikverkäufe (Land/Region, Auszeichnung, Verkäufe) | Verkäufe   |
| ---------------------------- | ---------------------------------------------------------------------- | ---------- |
| Australien (ARIA)            | 6× Platin                                                              | 420.000    |
| Belgien (BRMA)               | Gold                                                                   | 25.000     |
| Brasilien (PMB)              | Diamant                                                                | 250.000    |
| Dänemark (IFPI)              | Platin                                                                 | 15.000     |
| Deutschland (BVMI)           | 3× Gold                                                                | 450.000    |
| Italien (FIMI)               | Gold                                                                   | 35.000     |
| Kanada (MC)                  | 9× Platin (Single) · + 3× Platin (Ringtone)                            | 840.000    |
| Neuseeland (RMNZ)            | 6× Platin                                                              | 180.000    |
| Schweden (IFPI)              | Gold                                                                   | 10.000     |
| Spanien (Promusicae)         | Gold                                                                   | 30.000     |
| Vereinigte Staaten (RIAA)    | Platin (Mastertone) · + 7× Platin                                      | 8.000.000  |
| Vereinigtes Königreich (BPI) | 3× Platin                                                              | 1.800.000  |
| Insgesamt                    | 5× Gold · 37× Platin · 1× Diamant ·                                    | 12.055.000 |

### SexyBack
| Land/Region                  | Auszeichnungen für Musikverkäufe (Land/Region, Auszeichnung, Verkäufe) | Verkäufe  |
| ---------------------------- | ---------------------------------------------------------------------- | --------- |
| Australien (ARIA)            | 5× Platin                                                              | 350.000   |
| Dänemark (IFPI)              | Platin                                                                 | 8.000     |
| Deutschland (BVMI)           | Platin                                                                 | 300.000   |
| Kanada (MC)                  | 3× Platin (Single) · + 6× Platin (Ringtone)                            | 300.000   |
| Italien (FIMI)               | Platin                                                                 | 100.000   |
| Neuseeland (RMNZ)            | Platin                                                                 | 15.000    |
| Spanien (Promusicae)         | Gold                                                                   | 30.000    |
| Südkorea (KMCA)              | —                                                                      | 157.323   |
| Vereinigte Staaten (RIAA)    | 2× Platin (Single) · + 3× Platin (Mastertone)                          | 5.000.000 |
| Vereinigtes Königreich (BPI) | 2× Platin                                                              | 1.200.000 |
| Insgesamt                    | 1× Gold · 25× Platin ·                                                 | 7.460.323 |

### Wait a Minute
| Land/Region     | Auszeichnungen für Musikverkäufe (Land/Region, Auszeichnung, Verkäufe) | Verkäufe |
| --------------- | ---------------------------------------------------------------------- | -------- |
| Dänemark (IFPI) | Gold                                                                   | 45.000   |
| Insgesamt       | 1× Gold ·                                                              | 45.000   |

### Give It to Me
| Land/Region                  | Auszeichnungen für Musikverkäufe (Land/Region, Auszeichnung, Verkäufe) | Verkäufe  |
| ---------------------------- | ---------------------------------------------------------------------- | --------- |
| Belgien (BRMA)               | Gold                                                                   | 25.000    |
| Brasilien (PMB)              | Platin                                                                 | 60.000    |
| Dänemark (IFPI)              | Platin                                                                 | 15.000    |
| Deutschland (BVMI)           | 3× Gold                                                                | 450.000   |
| Kanada (MC)                  | 2× Platin                                                              | 160.000   |
| Neuseeland (RMNZ)            | Gold                                                                   | 7.500     |
| Norwegen (IFPI)              | Gold                                                                   | 5.000     |
| Schweiz (IFPI)               | Platin                                                                 | 30.000    |
| Vereinigte Staaten (RIAA)    | 3× Platin                                                              | 3.000.000 |
| Vereinigtes Königreich (BPI) | Platin                                                                 | 600.000   |
| Insgesamt                    | 4× Gold · 10× Platin ·                                                 | 4.352.500 |

### Ayo Technology
| Land/Region                  | Auszeichnungen für Musikverkäufe (Land/Region, Auszeichnung, Verkäufe) | Verkäufe  |
| ---------------------------- | ---------------------------------------------------------------------- | --------- |
| Australien (ARIA)            | 3× Platin                                                              | 210.000   |
| Brasilien (PMB)              | 2× Platin                                                              | 120.000   |
| Dänemark (IFPI)              | Gold                                                                   | 7.500     |
| Deutschland (BVMI)           | Gold                                                                   | 150.000   |
| Neuseeland (RMNZ)            | Gold                                                                   | 7.500     |
| Vereinigte Staaten (RIAA)    | Platin                                                                 | 2.000.000 |
| Vereinigtes Königreich (BPI) | Platin                                                                 | 600.000   |
| Insgesamt                    | 3× Gold · 8× Platin ·                                                  | 3.095.000 |

### The Way I Are
| Land/Region                  | Auszeichnungen für Musikverkäufe (Land/Region, Auszeichnung, Verkäufe) | Verkäufe  |
| ---------------------------- | ---------------------------------------------------------------------- | --------- |
| Australien (ARIA)            | Platin                                                                 | 70.000    |
| Belgien (BRMA)               | Gold                                                                   | 25.000    |
| Dänemark (IFPI)              | 4× Platin                                                              | 60.000    |
| Deutschland (BVMI)           | 5× Gold                                                                | 750.000   |
| Finnland (IFPI)              | —                                                                      | 5.340     |
| Griechenland (IFPI)          | Platin                                                                 | 20.000    |
| Italien (FIMI)               | Platin                                                                 | 100.000   |
| Kanada (MC)                  | 3× Platin                                                              | 240.000   |
| Neuseeland (RMNZ)            | 5× Platin                                                              | 150.000   |
| Schweden (IFPI)              | Platin                                                                 | 20.000    |
| Schweiz (IFPI)               | Platin                                                                 | 30.000    |
| Spanien (Promusicae)         | Gold                                                                   | 30.000    |
| Vereinigte Staaten (RIAA)    | 3× Platin                                                              | 3.000.000 |
| Vereinigtes Königreich (BPI) | 3× Platin                                                              | 1.800.000 |
| Insgesamt                    | 3× Gold · 25× Platin ·                                                 | 6.300.340 |

### Apologize
| Land/Region                  | Auszeichnungen für Musikverkäufe (Land/Region, Auszeichnung, Verkäufe) | Verkäufe   |
| ---------------------------- | ---------------------------------------------------------------------- | ---------- |
| Australien (ARIA)            | 11× Platin                                                             | 770.000    |
| Belgien (BRMA)               | Gold                                                                   | 25.000     |
| Brasilien (PMB)              | 3× Platin                                                              | 180.000    |
| Dänemark (IFPI)              | 2× Platin                                                              | 30.000     |
| Deutschland (BVMI)           | 9× Gold                                                                | 1.350.000  |
| Finnland (IFPI)              | —                                                                      | 5.427      |
| Italien (FIMI)               | 2× Platin                                                              | 200.000    |
| Kanada (MC)                  | 5× Platin                                                              | 400.000    |
| Neuseeland (RMNZ)            | 3× Platin                                                              | 90.000     |
| Österreich (IFPI)            | 2× Platin                                                              | 60.000     |
| Schweden (IFPI)              | 2× Platin                                                              | 40.000     |
| Schweiz (IFPI)               | 3× Platin                                                              | 90.000     |
| Spanien (Promusicae)         | Platin                                                                 | 40.000     |
| Vereinigte Staaten (RIAA)    | 4× Platin (Single) · + Platin (Mastertone)                             | 5.819.000  |
| Vereinigtes Königreich (BPI) | 3× Platin                                                              | 1.800.000  |
| Insgesamt                    | 2× Gold · 46× Platin ·                                                 | 10.899.427 |

### Scream
| Land/Region                  | Auszeichnungen für Musikverkäufe (Land/Region, Auszeichnung, Verkäufe) | Verkäufe |
| ---------------------------- | ---------------------------------------------------------------------- | -------- |
| Vereinigtes Königreich (BPI) | Silber                                                                 | 200.000  |
| Insgesamt                    | 1× Silber ·                                                            | 200.000  |

### Elevator
| Land/Region               | Auszeichnungen für Musikverkäufe (Land/Region, Auszeichnung, Verkäufe) | Verkäufe  |
| ------------------------- | ---------------------------------------------------------------------- | --------- |
| Australien (ARIA)         | Gold                                                                   | 35.000    |
| Kanada (MC)               | Gold                                                                   | 40.000    |
| Vereinigte Staaten (RIAA) | Platin                                                                 | 1.000.000 |
| Insgesamt                 | 2× Gold · 1× Platin ·                                                  | 1.075.000 |

### 4 Minutes
| Land/Region                  | Auszeichnungen für Musikverkäufe (Land/Region, Auszeichnung, Verkäufe) | Verkäufe  |
| ---------------------------- | ---------------------------------------------------------------------- | --------- |
| Australien (ARIA)            | Platin                                                                 | 70.000    |
| Belgien (BRMA)               | Gold                                                                   | 15.000    |
| Brasilien (PMB)              | Platin                                                                 | 60.000    |
| Dänemark (IFPI)              | 2× Platin                                                              | 30.000    |
| Deutschland (BVMI)           | Platin                                                                 | 300.000   |
| Finnland (IFPI)              | Platin                                                                 | 16.799    |
| Italien (FIMI)               | Gold                                                                   | 50.000    |
| Japan (RIAJ)                 | Gold                                                                   | 100.000   |
| Kanada (MC)                  | —                                                                      | 137.000   |
| Mexiko (AMPROFON)            | 2× Gold (Ringtone)                                                     | 20.000    |
| Neuseeland (RMNZ)            | Platin                                                                 | 30.000    |
| Norwegen (IFPI)              | 3× Platin                                                              | 30.000    |
| Schweden (IFPI)              | Gold                                                                   | 10.000    |
| Spanien (Promusicae)         | 3× Platin (Single) · + 2× Platin (Ringtone)                            | 100.000   |
| Vereinigte Staaten (RIAA)    | 2× Platin                                                              | 3.100.000 |
| Vereinigtes Königreich (BPI) | Platin                                                                 | 627.000   |
| Insgesamt                    | 6× Gold · 18× Platin ·                                                 | 4.695.299 |

### Morning After Dark
| Land/Region                  | Auszeichnungen für Musikverkäufe (Land/Region, Auszeichnung, Verkäufe) | Verkäufe |
| ---------------------------- | ---------------------------------------------------------------------- | -------- |
| Australien (ARIA)            | Gold                                                                   | 35.000   |
| Deutschland (BVMI)           | Gold                                                                   | 150.000  |
| Vereinigtes Königreich (BPI) | Silber                                                                 | 200.000  |
| Insgesamt                    | 1× Silber · 2× Gold ·                                                  | 385.000  |

### If We Ever Meet Again
| Land/Region                  | Auszeichnungen für Musikverkäufe (Land/Region, Auszeichnung, Verkäufe) | Verkäufe  |
| ---------------------------- | ---------------------------------------------------------------------- | --------- |
| Australien (ARIA)            | Platin                                                                 | 70.000    |
| Deutschland (BVMI)           | Gold                                                                   | 150.000   |
| Frankreich (SNEP)            | —                                                                      | 89.500    |
| Italien (FIMI)               | Gold                                                                   | 15.000    |
| Kanada (MC)                  | 2× Platin                                                              | 160.000   |
| Neuseeland (RMNZ)            | Platin                                                                 | 15.000    |
| Schweiz (IFPI)               | Gold                                                                   | 15.000    |
| Spanien (Promusicae)         | Gold                                                                   | 20.000    |
| Vereinigtes Königreich (BPI) | Platin                                                                 | 600.000   |
| Insgesamt                    | 4× Gold · 5× Platin ·                                                  | 1.134.500 |

### Give It Up to Me
| Land/Region               | Auszeichnungen für Musikverkäufe (Land/Region, Auszeichnung, Verkäufe) | Verkäufe |
| ------------------------- | ---------------------------------------------------------------------- | -------- |
| Vereinigte Staaten (RIAA) | Gold                                                                   | 500.000  |
| Insgesamt                 | 1× Gold ·                                                              | 500.000  |

### Carry Out
| Land/Region                  | Auszeichnungen für Musikverkäufe (Land/Region, Auszeichnung, Verkäufe) | Verkäufe  |
| ---------------------------- | ---------------------------------------------------------------------- | --------- |
| Kanada (MC)                  | Platin                                                                 | 80.000    |
| Neuseeland (RMNZ)            | Gold                                                                   | 7.500     |
| Vereinigte Staaten (RIAA)    | —                                                                      | 2.300.000 |
| Vereinigtes Königreich (BPI) | Gold                                                                   | 400.000   |
| Insgesamt                    | 2× Gold · 1× Platin ·                                                  | 2.787.500 |

### Marchin’ On
| Land/Region        | Auszeichnungen für Musikverkäufe (Land/Region, Auszeichnung, Verkäufe) | Verkäufe |
| ------------------ | ---------------------------------------------------------------------- | -------- |
| Deutschland (BVMI) | Gold                                                                   | 150.000  |
| Österreich (IFPI)  | Gold                                                                   | 15.000   |
| Insgesamt          | 2× Gold ·                                                              | 165.000  |

### Too Much
| Land/Region     | Auszeichnungen für Musikverkäufe (Land/Region, Auszeichnung, Verkäufe) | Verkäufe |
| --------------- | ---------------------------------------------------------------------- | -------- |
| Brasilien (PMB) | Gold                                                                   | 20.000   |
| Insgesamt       | 1× Gold ·                                                              | 20.000   |

## Auszeichnungen nach Autorenbeteiligungen und Produktionen

### Try Again (Aaliyah)
| Land/Region                  | Auszeichnungen für Musikverkäufe (Land/Region, Auszeichnung, Verkäufe) | Verkäufe |
| ---------------------------- | ---------------------------------------------------------------------- | -------- |
| Australien (ARIA)            | Platin                                                                 | 70.000   |
| Belgien (BRMA)               | Gold                                                                   | 25.000   |
| Deutschland (BVMI)           | Gold                                                                   | 250.000  |
| Neuseeland (RMNZ)            | Gold                                                                   | 5.000    |
| Vereinigtes Königreich (BPI) | Gold                                                                   | 400.000  |
| Insgesamt                    | 4× Gold · 1× Platin ·                                                  | 750.000  |

### More Than a Woman (Aaliyah)
| Land/Region                  | Auszeichnungen für Musikverkäufe (Land/Region, Auszeichnung, Verkäufe) | Verkäufe |
| ---------------------------- | ---------------------------------------------------------------------- | -------- |
| Vereinigtes Königreich (BPI) | Silber                                                                 | 200.000  |
| Insgesamt                    | 1× Silber ·                                                            | 200.000  |

### Work It(Missy Elliott)
| Land/Region                  | Auszeichnungen für Musikverkäufe (Land/Region, Auszeichnung, Verkäufe) | Verkäufe  |
| ---------------------------- | ---------------------------------------------------------------------- | --------- |
| Australien (ARIA)            | Gold                                                                   | 35.000    |
| Vereinigte Staaten (RIAA)    | 3× Platin                                                              | 3.000.000 |
| Vereinigtes Königreich (BPI) | Platin                                                                 | 600.000   |
| Insgesamt                    | 1× Gold · 4× Platin ·                                                  | 3.635.000 |

### Cry Me a River(Justin Timberlake)
| Land/Region                  | Auszeichnungen für Musikverkäufe (Land/Region, Auszeichnung, Verkäufe) | Verkäufe  |
| ---------------------------- | ---------------------------------------------------------------------- | --------- |
| Australien (ARIA)            | 2× Platin                                                              | 140.000   |
| Brasilien (PMB)              | Platin                                                                 | 60.000    |
| Dänemark (IFPI)              | Platin                                                                 | 90.000    |
| Deutschland (BVMI)           | Gold                                                                   | 250.000   |
| Frankreich (SNEP)            | Silber                                                                 | 125.000   |
| Italien (FIMI)               | Gold                                                                   | 25.000    |
| Spanien (Promusicae)         | Gold                                                                   | 30.000    |
| Vereinigte Staaten (RIAA)    | —                                                                      | 1.200.000 |
| Vereinigtes Königreich (BPI) | Platin                                                                 | 1.200.000 |
| Insgesamt                    | 1× Silber · 3× Gold · 5× Platin ·                                      | 3.120.000 |

### Headsprung (LL Cool J)
| Land/Region               | Auszeichnungen für Musikverkäufe (Land/Region, Auszeichnung, Verkäufe) | Verkäufe  |
| ------------------------- | ---------------------------------------------------------------------- | --------- |
| Vereinigte Staaten (RIAA) | Platin                                                                 | 1.000.000 |
| Insgesamt                 | 1× Platin ·                                                            | 1.000.000 |

### Maneater(Nelly Furtado)
| Land/Region                  | Auszeichnungen für Musikverkäufe (Land/Region, Auszeichnung, Verkäufe) | Verkäufe  |
| ---------------------------- | ---------------------------------------------------------------------- | --------- |
| Australien (ARIA)            | Gold                                                                   | 35.000    |
| Belgien (BRMA)               | Gold                                                                   | 25.000    |
| Brasilien (PMB)              | Platin                                                                 | 60.000    |
| Dänemark (IFPI)              | Platin                                                                 | 8.000     |
| Deutschland (BVMI)           | Platin                                                                 | 300.000   |
| Italien (FIMI)               | Gold                                                                   | 50.000    |
| Kanada (MC)                  | 5× Platin                                                              | 400.000   |
| Mexiko (AMPROFON)            | Platin                                                                 | 60.000    |
| Schweden (IFPI)              | Platin                                                                 | 40.000    |
| Schweiz (IFPI)               | Gold                                                                   | 15.000    |
| Vereinigte Staaten (RIAA)    | 2× Platin                                                              | 2.000.000 |
| Vereinigtes Königreich (BPI) | 2× Platin                                                              | 1.200.000 |
| Insgesamt                    | 4× Gold · 14× Platin ·                                                 | 4.183.000 |

### My Love (Justin Timberlake)
| Land/Region                  | Auszeichnungen für Musikverkäufe (Land/Region, Auszeichnung, Verkäufe) | Verkäufe  |
| ---------------------------- | ---------------------------------------------------------------------- | --------- |
| Australien (ARIA)            | 2× Platin                                                              | 140.000   |
| Brasilien (PMB)              | Platin                                                                 | 60.000    |
| Dänemark (IFPI)              | Platin                                                                 | 8.000     |
| Deutschland (BVMI)           | Gold                                                                   | 150.000   |
| Kanada (MC)                  | 2× Platin                                                              | 80.000    |
| Neuseeland (RMNZ)            | Platin                                                                 | 15.000    |
| Vereinigte Staaten (RIAA)    | Platin (Single) · + Platin (Mastertone)                                | 2.500.000 |
| Vereinigtes Königreich (BPI) | Platin                                                                 | 600.000   |
| Insgesamt                    | 1× Gold · 10× Platin ·                                                 | 4.648.000 |

### Ice Box (Omarion)
| Land/Region                  | Auszeichnungen für Musikverkäufe (Land/Region, Auszeichnung, Verkäufe) | Verkäufe  |
| ---------------------------- | ---------------------------------------------------------------------- | --------- |
| Neuseeland (RMNZ)            | Gold                                                                   | 7.500     |
| Vereinigte Staaten (RIAA)    | Gold (Single) · + Gold (Mastertone)                                    | 1.000.000 |
| Vereinigtes Königreich (BPI) | Silber                                                                 | 200.000   |
| Insgesamt                    | 1× Silber · 3× Gold ·                                                  | 1.207.500 |

### All Good Things (Come to an End)(Nelly Furtado)
| Land/Region                  | Auszeichnungen für Musikverkäufe (Land/Region, Auszeichnung, Verkäufe) | Verkäufe  |
| ---------------------------- | ---------------------------------------------------------------------- | --------- |
| Belgien (BRMA)               | Gold                                                                   | 25.000    |
| Brasilien (PMB)              | Gold                                                                   | 30.000    |
| Dänemark (IFPI)              | Platin                                                                 | 15.000    |
| Deutschland (BVMI)           | 2× Platin                                                              | 600.000   |
| Italien (FIMI)               | —                                                                      | 51.600    |
| Kanada (MC)                  | Platin                                                                 | 80.000    |
| Norwegen (IFPI)              | Gold                                                                   | 5.000     |
| Schweden (IFPI)              | Gold                                                                   | 20.000    |
| Schweiz (IFPI)               | Platin                                                                 | 30.000    |
| Spanien (Promusicae)         | Platin                                                                 | 20.000    |
| Vereinigte Staaten (RIAA)    | Gold                                                                   | 500.000   |
| Vereinigtes Königreich (BPI) | Silber                                                                 | 200.000   |
| Insgesamt                    | 1× Silber · 5× Gold · 6× Platin ·                                      | 1.576.400 |

### What Goes Around … Comes Around (Justin Timberlake)
| Land/Region                  | Auszeichnungen für Musikverkäufe (Land/Region, Auszeichnung, Verkäufe) | Verkäufe  |
| ---------------------------- | ---------------------------------------------------------------------- | --------- |
| Australien (ARIA)            | 2× Platin                                                              | 140.000   |
| Dänemark (IFPI)              | Platin                                                                 | 15.000    |
| Deutschland (BVMI)           | Platin                                                                 | 300.000   |
| Italien (FIMI)               | Gold                                                                   | 25.000    |
| Kanada (MC)                  | Platin (Single) · + Gold (Ringtone)                                    | 60.000    |
| Neuseeland (RMNZ)            | Platin                                                                 | 15.000    |
| Vereinigte Staaten (RIAA)    | Platin (Single) · + Gold (Mastertone)                                  | 2.800.000 |
| Vereinigtes Königreich (BPI) | Platin                                                                 | 600.000   |
| Insgesamt                    | 3× Gold · 8× Platin · 1× Diamant ·                                     | 4.205.000 |

### Say It Right(Nelly Furtado)
| Land/Region                  | Auszeichnungen für Musikverkäufe (Land/Region, Auszeichnung, Verkäufe) | Verkäufe  |
| ---------------------------- | ---------------------------------------------------------------------- | --------- |
| Australien (ARIA)            | Platin                                                                 | 70.000    |
| Belgien (BRMA)               | Gold                                                                   | 25.000    |
| Brasilien (PMB)              | Diamant                                                                | 250.000   |
| Dänemark (IFPI)              | Platin                                                                 | 15.000    |
| Deutschland (BVMI)           | 3× Gold                                                                | 900.000   |
| Finnland (IFPI)              | —                                                                      | 4.580     |
| Italien (FIMI)               | Gold                                                                   | 50.000    |
| Kanada (MC)                  | 4× Platin                                                              | 320.000   |
| Mexiko (AMPROFON)            | Platin                                                                 | 60.000    |
| Neuseeland (RMNZ)            | 3× Platin                                                              | 90.000    |
| Norwegen (IFPI)              | Platin                                                                 | 10.000    |
| Schweden (IFPI)              | Gold                                                                   | 20.000    |
| Schweiz (IFPI)               | Gold                                                                   | 15.000    |
| Spanien (Promusicae)         | 3× Platin                                                              | 60.000    |
| Vereinigte Staaten (RIAA)    | 4× Platin · + Platin (Mastertone)                                      | 5.000.000 |
| Vereinigtes Königreich (BPI) | 2× Platin                                                              | 1.200.000 |
| Insgesamt                    | 5× Gold · 22× Platin · 1× Diamant ·                                    | 8.089.580 |

### Until the End of Time(Justin Timberlake)
| Land/Region               | Auszeichnungen für Musikverkäufe (Land/Region, Auszeichnung, Verkäufe) | Verkäufe |
| ------------------------- | ---------------------------------------------------------------------- | -------- |
| Vereinigte Staaten (RIAA) | Gold                                                                   | 500.000  |
| Insgesamt                 | 1× Gold ·                                                              | 500.000  |

### Ayo Technology (Milow)
| Land/Region          | Auszeichnungen für Musikverkäufe (Land/Region, Auszeichnung, Verkäufe) | Verkäufe |
| -------------------- | ---------------------------------------------------------------------- | -------- |
| Belgien (BRMA)       | Platin                                                                 | 20.000   |
| Dänemark (IFPI)      | Platin                                                                 | 30.000   |
| Deutschland (BVMI)   | Platin                                                                 | 300.000  |
| Österreich (IFPI)    | Platin                                                                 | 30.000   |
| Schweden (IFPI)      | Platin                                                                 | 20.000   |
| Spanien (Promusicae) | Platin                                                                 | 40.000   |
| Insgesamt            | 6× Platin ·                                                            | 440.000  |

### Miles Away(Madonna)
| Land/Region  | Auszeichnungen für Musikverkäufe (Land/Region, Auszeichnung, Verkäufe) | Verkäufe |
| ------------ | ---------------------------------------------------------------------- | -------- |
| Japan (RIAJ) | Gold (Mobile Downloads) · + Platin (Digital) · + 2× Platin (Ringtone)  | 850.000  |
| Insgesamt    | 1× Gold · 3× Platin ·                                                  | 850.000  |

### Rehab(Rihannafeat. Justin Timberlake)
| Land/Region                  | Auszeichnungen für Musikverkäufe (Land/Region, Auszeichnung, Verkäufe) | Verkäufe  |
| ---------------------------- | ---------------------------------------------------------------------- | --------- |
| Brasilien (PMB)              | Diamant                                                                | 250.000   |
| Dänemark (IFPI)              | Gold                                                                   | 7.500     |
| Deutschland (BVMI)           | Platin                                                                 | 300.000   |
| Neuseeland (RMNZ)            | Gold                                                                   | 7.500     |
| Vereinigte Staaten (RIAA)    | 2× Platin                                                              | 2.000.000 |
| Vereinigtes Königreich (BPI) | Gold                                                                   | 400.000   |
| Insgesamt                    | 3× Gold · 3× Platin · 1× Diamant ·                                     | 2.965.000 |

### Suit & Tie (Justin Timberlake)
| Land/Region                  | Auszeichnungen für Musikverkäufe (Land/Region, Auszeichnung, Verkäufe) | Verkäufe  |
| ---------------------------- | ---------------------------------------------------------------------- | --------- |
| Australien (ARIA)            | Platin                                                                 | 70.000    |
| Brasilien (PMB)              | 2× Platin                                                              | 120.000   |
| Italien (FIMI)               | Gold                                                                   | 15.000    |
| Kanada (MC)                  | 2× Platin                                                              | 160.000   |
| Mexiko (AMPROFON)            | Platin                                                                 | 60.000    |
| Vereinigte Staaten (RIAA)    | 2× Platin                                                              | 3.300.000 |
| Vereinigtes Königreich (BPI) | Gold                                                                   | 400.000   |
| Insgesamt                    | 2× Gold · 8× Platin ·                                                  | 4.125.000 |

### Mirrors(Justin Timberlake)
| Land/Region                  | Auszeichnungen für Musikverkäufe (Land/Region, Auszeichnung, Verkäufe) | Verkäufe  |
| ---------------------------- | ---------------------------------------------------------------------- | --------- |
| Australien (ARIA)            | 3× Platin                                                              | 210.000   |
| Brasilien (PMB)              | 3× Diamant                                                             | 750.000   |
| Dänemark (IFPI)              | Gold                                                                   | 15.000    |
| Deutschland (BVMI)           | Platin                                                                 | 300.000   |
| Frankreich (SNEP)            | —                                                                      | 38.300    |
| Italien (FIMI)               | 2× Platin                                                              | 100.000   |
| Kanada (MC)                  | 3× Platin                                                              | 240.000   |
| Mexiko (AMPROFON)            | Platin                                                                 | 60.000    |
| Neuseeland (RMNZ)            | Platin                                                                 | 15.000    |
| Österreich (IFPI)            | Gold                                                                   | 15.000    |
| Portugal (AFP)               | Platin                                                                 | 10.000    |
| Schweden (IFPI)              | 2× Platin                                                              | 80.000    |
| Schweiz (IFPI)               | Platin                                                                 | 30.000    |
| Spanien (Promusicae)         | Platin                                                                 | 60.000    |
| Vereinigte Staaten (RIAA)    | 2× Platin                                                              | 3.900.000 |
| Vereinigtes Königreich (BPI) | 2× Platin                                                              | 1.200.000 |
| Insgesamt                    | 2× Gold · 20× Platin · 3× Diamant ·                                    | 7.023.300 |

### Holy Grail (Jay-Z)
| Land/Region                  | Auszeichnungen für Musikverkäufe (Land/Region, Auszeichnung, Verkäufe) | Verkäufe  |
| ---------------------------- | ---------------------------------------------------------------------- | --------- |
| Dänemark (IFPI)              | Gold                                                                   | 15.000    |
| Deutschland (BVMI)           | Gold                                                                   | 150.000   |
| Neuseeland (RMNZ)            | Gold                                                                   | 7.500     |
| Schweden (IFPI)              | 2× Platin                                                              | 80.000    |
| Vereinigte Staaten (RIAA)    | 5× Platin                                                              | 5.000.000 |
| Vereinigtes Königreich (BPI) | Platin                                                                 | 600.000   |
| Insgesamt                    | 3× Gold · 8× Platin ·                                                  | 5.852.500 |

### Drunk in Love(Beyoncé)
| Land/Region                  | Auszeichnungen für Musikverkäufe (Land/Region, Auszeichnung, Verkäufe) | Verkäufe  |
| ---------------------------- | ---------------------------------------------------------------------- | --------- |
| Australien (ARIA)            | 3× Platin                                                              | 210.000   |
| Deutschland (BVMI)           | Gold                                                                   | 150.000   |
| Frankreich (SNEP)            | —                                                                      | 51.100    |
| Italien (FIMI)               | Gold                                                                   | 15.000    |
| Kanada (MC)                  | 4× Platin                                                              | 320.000   |
| Neuseeland (RMNZ)            | Gold                                                                   | 7.500     |
| Portugal (AFP)               | Gold                                                                   | 5.000     |
| Spanien (Promusicae)         | Gold                                                                   | 30.000    |
| Vereinigte Staaten (RIAA)    | 8× Platin                                                              | 8.000.000 |
| Vereinigtes Königreich (BPI) | 2× Platin                                                              | 1.200.000 |
| Insgesamt                    | 5× Gold · 17× Platin ·                                                 | 9.988.600 |

### FuckWithMeYouKnowIGotIt (Jay-Z)
| Land/Region               | Auszeichnungen für Musikverkäufe (Land/Region, Auszeichnung, Verkäufe) | Verkäufe  |
| ------------------------- | ---------------------------------------------------------------------- | --------- |
| Vereinigte Staaten (RIAA) | Platin                                                                 | 1.000.000 |
| Insgesamt                 | 1× Platin ·                                                            | 1.000.000 |

### Part II (On the Run) (Jay-Z)
| Land/Region               | Auszeichnungen für Musikverkäufe (Land/Region, Auszeichnung, Verkäufe) | Verkäufe  |
| ------------------------- | ---------------------------------------------------------------------- | --------- |
| Vereinigte Staaten (RIAA) | Platin                                                                 | 1.000.000 |
| Insgesamt                 | 1× Platin ·                                                            | 1.000.000 |

### Not a Bad Thing (Justin Timberlake)
| Land/Region                  | Auszeichnungen für Musikverkäufe (Land/Region, Auszeichnung, Verkäufe) | Verkäufe  |
| ---------------------------- | ---------------------------------------------------------------------- | --------- |
| Australien (ARIA)            | Platin                                                                 | 70.000    |
| Brasilien (PMB)              | Gold                                                                   | 30.000    |
| Neuseeland (RMNZ)            | Gold                                                                   | 7.500     |
| Vereinigte Staaten (RIAA)    | Platin                                                                 | 1.500.000 |
| Vereinigtes Königreich (BPI) | Silber                                                                 | 200.000   |
| Insgesamt                    | 1× Silber · 2× Gold · 2× Platin ·                                      | 1.807.500 |

### Partition (Beyoncé)
| Land/Region                  | Auszeichnungen für Musikverkäufe (Land/Region, Auszeichnung, Verkäufe) | Verkäufe  |
| ---------------------------- | ---------------------------------------------------------------------- | --------- |
| Australien (ARIA)            | 3× Platin                                                              | 210.000   |
| Brasilien (PMB)              | 3× Platin                                                              | 180.000   |
| Dänemark (IFPI)              | Gold                                                                   | 45.000    |
| Kanada (MC)                  | 2× Platin                                                              | 160.000   |
| Vereinigte Staaten (RIAA)    | 5× Platin                                                              | 5.000.000 |
| Vereinigtes Königreich (BPI) | Platin                                                                 | 600.000   |
| Insgesamt                    | 1× Gold · 14× Platin ·                                                 | 6.195.000 |

### Love Never Felt So Good(Michael Jackson& Justin Timberlake)
| Land/Region                  | Auszeichnungen für Musikverkäufe (Land/Region, Auszeichnung, Verkäufe) | Verkäufe  |
| ---------------------------- | ---------------------------------------------------------------------- | --------- |
| Belgien (BRMA)               | Gold                                                                   | 15.000    |
| Brasilien (PMB)              | 3× Platin                                                              | 180.000   |
| Dänemark (IFPI)              | Platin                                                                 | 90.000    |
| Deutschland (BVMI)           | Platin                                                                 | 300.000   |
| Frankreich (SNEP)            | —                                                                      | 75.300    |
| Italien (FIMI)               | Platin                                                                 | 30.000    |
| Kanada (MC)                  | 2× Platin                                                              | 160.000   |
| Mexiko (AMPROFON)            | 3× Gold                                                                | 90.000    |
| Spanien (Promusicae)         | Gold                                                                   | 30.000    |
| Vereinigte Staaten (RIAA)    | Platin                                                                 | 1.110.000 |
| Vereinigtes Königreich (BPI) | Platin                                                                 | 600.000   |
| Insgesamt                    | 3× Gold · 11× Platin ·                                                 | 2.680.300 |

### Sorry Not Sorry (Bryson Tiller)
| Land/Region                  | Auszeichnungen für Musikverkäufe (Land/Region, Auszeichnung, Verkäufe) | Verkäufe  |
| ---------------------------- | ---------------------------------------------------------------------- | --------- |
| Kanada (MC)                  | Platin                                                                 | 80.000    |
| Vereinigte Staaten (RIAA)    | 2× Platin                                                              | 2.000.000 |
| Vereinigtes Königreich (BPI) | Silber                                                                 | 200.000   |
| Insgesamt                    | 1× Silber · 3× Platin ·                                                | 2.280.000 |

### Been That Way (Bryson Tiller)
| Land/Region               | Auszeichnungen für Musikverkäufe (Land/Region, Auszeichnung, Verkäufe) | Verkäufe  |
| ------------------------- | ---------------------------------------------------------------------- | --------- |
| Vereinigte Staaten (RIAA) | Platin                                                                 | 1.000.000 |
| Insgesamt                 | 1× Platin ·                                                            | 1.000.000 |

### Legend (Drake)
| Land/Region                  | Auszeichnungen für Musikverkäufe (Land/Region, Auszeichnung, Verkäufe) | Verkäufe  |
| ---------------------------- | ---------------------------------------------------------------------- | --------- |
| Australien (ARIA)            | Platin                                                                 | 70.000    |
| Brasilien (PMB)              | Gold                                                                   | 30.000    |
| Dänemark (IFPI)              | Gold                                                                   | 45.000    |
| Vereinigte Staaten (RIAA)    | 2× Platin                                                              | 2.000.000 |
| Vereinigtes Königreich (BPI) | Silber                                                                 | 200.000   |
| Insgesamt                    | 1× Silber · 2× Gold · 3× Platin ·                                      | 2.345.000 |

### Pray (Sam Smith)
| Land/Region                  | Auszeichnungen für Musikverkäufe (Land/Region, Auszeichnung, Verkäufe) | Verkäufe  |
| ---------------------------- | ---------------------------------------------------------------------- | --------- |
| Australien (ARIA)            | Platin                                                                 | 70.000    |
| Brasilien (PMB)              | 2× Platin                                                              | 80.000    |
| Dänemark (IFPI)              | Gold                                                                   | 45.000    |
| Kanada (MC)                  | Gold                                                                   | 40.000    |
| Mexiko (AMPROFON)            | Gold                                                                   | 30.000    |
| Polen (ZPAV)                 | Gold                                                                   | 10.000    |
| Portugal (AFP)               | Gold                                                                   | 5.000     |
| Schweden (IFPI)              | Gold                                                                   | 40.000    |
| Vereinigte Staaten (RIAA)    | Platin                                                                 | 1.000.000 |
| Vereinigtes Königreich (BPI) | Gold                                                                   | 400.000   |
| Insgesamt                    | 7× Gold · 4× Platin ·                                                  | 1.720.000 |

### The Weekend (SZA)
| Land/Region                  | Auszeichnungen für Musikverkäufe (Land/Region, Auszeichnung, Verkäufe) | Verkäufe  |
| ---------------------------- | ---------------------------------------------------------------------- | --------- |
| Australien (ARIA)            | 2× Platin                                                              | 140.000   |
| Brasilien (PMB)              | Platin                                                                 | 40.000    |
| Frankreich (SNEP)            | Gold                                                                   | 100.000   |
| Kanada (MC)                  | 5× Platin                                                              | 400.000   |
| Neuseeland (RMNZ)            | 4× Platin                                                              | 120.000   |
| Vereinigte Staaten (RIAA)    | 5× Platin                                                              | 5.000.000 |
| Vereinigtes Königreich (BPI) | Platin                                                                 | 600.000   |
| Insgesamt                    | 1× Gold · 18× Platin ·                                                 | 6.400.000 |

### The Weekend (Funk Wav Remix) (SZA &Calvin Harris)
| Land/Region               | Auszeichnungen für Musikverkäufe (Land/Region, Auszeichnung, Verkäufe) | Verkäufe |
| ------------------------- | ---------------------------------------------------------------------- | -------- |
| Dänemark (IFPI)           | Platin                                                                 | 90.000   |
| Vereinigte Staaten (RIAA) | Gold                                                                   | 500.000  |
| Insgesamt                 | 1× Gold · 1× Platin ·                                                  | 590.000  |

### Filthy (Justin Timberlake)
| Land/Region                  | Auszeichnungen für Musikverkäufe (Land/Region, Auszeichnung, Verkäufe) | Verkäufe  |
| ---------------------------- | ---------------------------------------------------------------------- | --------- |
| Australien (ARIA)            | Gold                                                                   | 35.000    |
| Brasilien (PMB)              | Gold                                                                   | 20.000    |
| Kanada (MC)                  | Platin                                                                 | 80.000    |
| Polen (ZPAV)                 | Gold                                                                   | 10.000    |
| Vereinigte Staaten (RIAA)    | Platin                                                                 | 1.000.000 |
| Vereinigtes Königreich (BPI) | Silber                                                                 | 200.000   |
| Insgesamt                    | 1× Silber · 3× Gold · 2× Platin ·                                      | 1.345.000 |

### Say Something (Justin Timberlake)
| Land/Region                  | Auszeichnungen für Musikverkäufe (Land/Region, Auszeichnung, Verkäufe) | Verkäufe  |
| ---------------------------- | ---------------------------------------------------------------------- | --------- |
| Australien (ARIA)            | 2× Platin                                                              | 140.000   |
| Belgien (BRMA)               | Gold                                                                   | 15.000    |
| Brasilien (PMB)              | Diamant                                                                | 160.000   |
| Dänemark (IFPI)              | Platin                                                                 | 90.000    |
| Deutschland (BVMI)           | Gold                                                                   | 200.000   |
| Frankreich (SNEP)            | Gold                                                                   | 100.000   |
| Italien (FIMI)               | Platin                                                                 | 50.000    |
| Kanada (MC)                  | 2× Platin                                                              | 160.000   |
| Neuseeland (RMNZ)            | Gold                                                                   | 15.000    |
| Polen (ZPAV)                 | 2× Platin                                                              | 40.000    |
| Schweiz (IFPI)               | Platin                                                                 | 20.000    |
| Vereinigte Staaten (RIAA)    | 3× Platin                                                              | 3.000.000 |
| Vereinigtes Königreich (BPI) | Platin                                                                 | 600.000   |
| Insgesamt                    | 4× Gold · 13× Platin · 1× Diamant ·                                    | 4.590.000 |

### Without Me (Halsey)
| Land/Region                  | Auszeichnungen für Musikverkäufe (Land/Region, Auszeichnung, Verkäufe) | Verkäufe   |
| ---------------------------- | ---------------------------------------------------------------------- | ---------- |
| Australien (ARIA)            | 8× Platin                                                              | 560.000    |
| Belgien (BRMA)               | Platin                                                                 | 40.000     |
| Brasilien (PMB)              | 4× Diamant                                                             | 640.000    |
| Dänemark (IFPI)              | 2× Platin                                                              | 180.000    |
| Deutschland (BVMI)           | Platin                                                                 | 400.000    |
| Finnland (IFPI)              | 3× Platin                                                              | 120.000    |
| Frankreich (SNEP)            | Gold                                                                   | 100.000    |
| Italien (FIMI)               | Platin                                                                 | 50.000     |
| Kanada (MC)                  | 9× Platin                                                              | 720.000    |
| Mexiko (AMPROFON)            | 2× Diamant · + 3× Gold                                                 | 690.000    |
| Neuseeland (RMNZ)            | 6× Platin                                                              | 180.000    |
| Norwegen (IFPI)              | 2× Platin                                                              | 120.000    |
| Österreich (IFPI)            | Gold                                                                   | 15.000     |
| Polen (ZPAV)                 | 3× Platin                                                              | 150.000    |
| Portugal (AFP)               | 2× Platin                                                              | 20.000     |
| Schweden (IFPI)              | 3× Platin                                                              | 240.000    |
| Spanien (Promusicae)         | Platin                                                                 | 60.000     |
| Vereinigte Staaten (RIAA)    | Diamant                                                                | 10.000.000 |
| Vereinigtes Königreich (BPI) | 3× Platin                                                              | 1.800.000  |
| Insgesamt                    | 3× Gold · 46× Platin · 7× Diamant ·                                    | 16.085.000 |

## Auszeichnungen nach Musikstreamings

### Cry Me a River (Justin Timberlake)
| Land/Region     | Auszeichnungen für Musikverkäufe (Land/Region, Auszeichnung, Verkäufe) | Verkäufe |
| --------------- | ---------------------------------------------------------------------- | -------- |
| Dänemark (IFPI) | Gold                                                                   | 900.000  |
| Insgesamt       | 1× Gold ·                                                              | 900.000  |

### What Goes Around… Comes Around (Justin Timberlake)
| Land/Region     | Auszeichnungen für Musikverkäufe (Land/Region, Auszeichnung, Verkäufe) | Verkäufe |
| --------------- | ---------------------------------------------------------------------- | -------- |
| Dänemark (IFPI) | Gold                                                                   | 900.000  |
| Insgesamt       | 1× Gold ·                                                              | 900.000  |

### Apologize
| Land/Region     | Auszeichnungen für Musikverkäufe (Land/Region, Auszeichnung, Verkäufe) | Verkäufe |
| --------------- | ---------------------------------------------------------------------- | -------- |
| Dänemark (IFPI) | Gold                                                                   | 900.000  |
| Insgesamt       | 1× Gold ·                                                              | 900.000  |

### Suit & Tie (Justin Timberlake)
| Land/Region     | Auszeichnungen für Musikverkäufe (Land/Region, Auszeichnung, Verkäufe) | Verkäufe  |
| --------------- | ---------------------------------------------------------------------- | --------- |
| Dänemark (IFPI) | Platin                                                                 | 1.800.000 |
| Insgesamt       | 1× Platin ·                                                            | 1.800.000 |

### Mirrors (Justin Timberlake)
| Land/Region     | Auszeichnungen für Musikverkäufe (Land/Region, Auszeichnung, Verkäufe) | Verkäufe  |
| --------------- | ---------------------------------------------------------------------- | --------- |
| Dänemark (IFPI) | 3× Platin                                                              | 7.800.000 |
| Insgesamt       | 3× Platin ·                                                            | 7.800.000 |

### Holy Grail (Jay-Z)
| Land/Region     | Auszeichnungen für Musikverkäufe (Land/Region, Auszeichnung, Verkäufe) | Verkäufe  |
| --------------- | ---------------------------------------------------------------------- | --------- |
| Dänemark (IFPI) | Platin                                                                 | 1.800.000 |
| Insgesamt       | 1× Platin ·                                                            | 1.800.000 |

### Drunk in Love(Beyoncé)
| Land/Region     | Auszeichnungen für Musikverkäufe (Land/Region, Auszeichnung, Verkäufe) | Verkäufe  |
| --------------- | ---------------------------------------------------------------------- | --------- |
| Dänemark (IFPI) | Platin                                                                 | 1.800.000 |
| Insgesamt       | 1× Platin ·                                                            | 1.800.000 |

### Not a Bad Thing (Justin Timberlake)
| Land/Region     | Auszeichnungen für Musikverkäufe (Land/Region, Auszeichnung, Verkäufe) | Verkäufe  |
| --------------- | ---------------------------------------------------------------------- | --------- |
| Dänemark (IFPI) | Gold                                                                   | 1.300.000 |
| Insgesamt       | 1× Gold ·                                                              | 1.300.000 |

### Love Never Felt So Good(Michael Jackson & Justin Timberlake)
| Land/Region     | Auszeichnungen für Musikverkäufe (Land/Region, Auszeichnung, Verkäufe) | Verkäufe  |
| --------------- | ---------------------------------------------------------------------- | --------- |
| Dänemark (IFPI) | Gold                                                                   | 1.300.000 |
| Insgesamt       | 1× Gold ·                                                              | 1.300.000 |

## Statistik und Quellen
| Land/RegionAuszeichnungen für Musikverkäufe (Land/Region, Auszeichnungen, Verkäufe, Quellen) | Silber       | Gold         | Platin         | Diamant       | Verkäufe    | Quellen                                                   |
| -------------------------------------------------------------------------------------------- | ------------ | ------------ | -------------- | ------------- | ----------- | --------------------------------------------------------- |
| Australien (ARIA)                                                                            | —            | 5× Gold5     | 64× Platin64   | —             | 4.645.000   | aria.com.au                                               |
| Belgien (BRMA)                                                                               | —            | 11× Gold11   | 2× Platin2     | —             | 320.000     | ultratop.be                                               |
| Brasilien (PMB)                                                                              | —            | 5× Gold5     | 21× Platin21   | 12× Diamant12 | 3.880.000   | pro-musicabr.org.br                                       |
| Dänemark (IFPI)                                                                              | —            | 12× Gold12   | 32× Platin32   | —             | 1.023.000   | ifpi.dk                                                   |
| Deutschland (BVMI)                                                                           | —            | 16× Gold16   | 21× Platin21   | —             | 9.350.000   | musikindustrie.de                                         |
| Europa (IFPI)                                                                                | —            | —            | Platin1        | —             | (1.000.000) | ifpi.org (Memento vom 1. Januar 2014 im Internet Archive) |
| Finnland (IFPI)                                                                              | —            | —            | 4× Platin4     | —             | 152.146     | ifpi.fi                                                   |
| Frankreich (SNEP)                                                                            | Silber1      | 4× Gold4     | —              | —             | 754.000     | infodisc.fr snepmusique.com                               |
| Griechenland (IFPI)                                                                          | —            | —            | Platin1        | —             | 20.000      | Einzelnachweise                                           |
| Irland (IRMA)                                                                                | —            | —            | 3× Platin3     | —             | 45.000      | irishcharts.ie                                            |
| Italien (FIMI)                                                                               | —            | 10× Gold10   | 9× Platin9     | —             | 986.600     | fimi.it                                                   |
| Japan (RIAJ)                                                                                 | —            | 2× Gold2     | 3× Platin3     | —             | 950.000     | riaj.or.jp                                                |
| Kanada (MC)                                                                                  | —            | 3× Gold3     | 82× Platin82   | —             | 6.317.000   | musiccanada.com                                           |
| Mexiko (AMPROFON)                                                                            | —            | 5× Gold5     | 6× Platin6     | 2× Diamant2   | 1.010.000   | amprofon.com.mx                                           |
| Neuseeland (RMNZ)                                                                            | —            | 11× Gold11   | 35× Platin35   | —             | 1.032.500   | aotearoamusiccharts.co.nz NZ2 NZ3                         |
| Norwegen (IFPI)                                                                              | —            | 2× Gold2     | 7× Platin7     | —             | 185.000     | ifpi.no                                                   |
| Österreich (IFPI)                                                                            | —            | 4× Gold4     | 3× Platin3     | —             | 145.000     | ifpi.at                                                   |
| Polen (ZPAV)                                                                                 | —            | 3× Gold3     | 6× Platin6     | —             | 210.000     | olis.pl                                                   |
| Portugal (AFP)                                                                               | —            | 2× Gold2     | 3× Platin3     | —             | 40.000      | Einzelnachweise                                           |
| Russland (NFPF)                                                                              | —            | —            | 3× Platin3     | —             | 60.000      | 2m-online.ru                                              |
| Schweden (IFPI)                                                                              | —            | 6× Gold6     | 12× Platin12   | —             | 640.000     | sverigetopplistan.se                                      |
| Schweiz (IFPI)                                                                               | —            | 3× Gold3     | 9× Platin9     | —             | 320.000     | hitparade.ch                                              |
| Singapur (RIAS)                                                                              | —            | Gold1        | —              | —             | 5.000       | rias.org.sg                                               |
| Spanien (Promusicae)                                                                         | —            | 7× Gold7     | 13× Platin13   | —             | 580.000     | elportaldemusica.es promusicae.es                         |
| Südkorea (KMCA)                                                                              | —            | —            | —              | —             | 157.323     | Einzelnachweise                                           |
| Ungarn (MAHASZ)                                                                              | —            | Gold1        | —              | —             | 3.000       | slagerlistak.hu                                           |
| Vereinigte Staaten (RIAA)                                                                    | —            | 8× Gold8     | 88× Platin88   | Diamant1      | 112.210.000 | riaa.com                                                  |
| Vereinigtes Königreich (BPI)                                                                 | 9× Silber9   | 6× Gold6     | 38× Platin38   | —             | 26.427.000  | bpi.co.uk                                                 |
| Insgesamt                                                                                    | 10× Silber10 | 127× Gold127 | 466× Platin466 | 15× Diamant15 |             |                                                           |